# 蔡敏君
蔡敏君（英語：Alice Choi Man Kwan；1973年11月13日—），香港公務員，現任香港驻武汉经济贸易办事处主任，曾擔任九龍城民政事務專員兼九龍城區議會主席。

## 政府內工作
蔡敏君於2001年加入政務主任職系，曾於多個政策局和部門工作，包括民政事務總署、前教育統籌局、財經事務及庫務局、政制及內地事務局、房屋署和商務及經濟發展局。她在2020年被調任九龍城民政事務專員前，為商務及經濟發展局首席助理秘書長（工商）。

### 2020年香港立法會選舉對候選人進行政治審查
於2020年香港立法會選舉，就各地區直選選舉主任安排，政府打破過去由當區民政事務專員擔任選舉主任的傳統做法，而是跨區配對。其中蔡敏君身為九龍城民政事務專員，本應隸屬於九龍西選區，但她將跨區出任九龍東選區之選舉主任。此安排被視為剝奪有意參選的民主派區議員的立法會選舉參選資格鋪路。
至7月26日，報名參選九龍東選區的黃之鋒於社交媒體表示收到蔡敏君的信件，內容提及其於香港眾志時期的工作，「民主自決」的主張，美國國會協助港人而通過《香港人權及民主法案》，外國政府因應香港官員行為對香港進行制裁等事宜，民主派運用《香港特別行政區基本法》賦予立法會的權力否決預算案等事宜。黃之鋒評論有關信件充份反映政權鉅細無遺的政治審查。

### 被指控違反COVID-19期間政府群組聚集限制
COVID-19疫情期間，政府實施多項防疫措施，但當時為九龍城民政事務專員的蔡敏君，於7月則被投訴在第三波疫情爆發仍參與私人卡拉OK聚會，傳媒報道的照片當中蔡敏君亦未有戴上口罩。蔡敏君及後回應當時有作適當防疫措施。
於2020年7月26日，黃之鋒公開於社交媒體回應蔡敏君作為該年度立法會選舉九龍東選區選舉主任時，亦有提及事件，形容她作為政府高級公務員，在7月初的第三波疫情爆發期間，仍不帶口罩參與私人卡拉OK聚會，情況實在令人擔心。

### 派駐武漢
她在2024年獲港府委任為香港驻武汉经济贸易办事处主任，她在2025年1月25日卸任專員，於同月26日在武漢履新，而專員則由蔣志豪接任。

## 注脚
1. ↑  自2024年1月1日起，九龍城民政事務專員兼任九龍城區議會主席。

## 資料來源
1. 1 2  .   [2020-07-23]. （原始内容存档于2021-03-28）.
2. 1 2  鄭寶生, 陳小瑜. . 香港01. 2020-06-18  [2020-08-09]. （原始内容存档于2020-06-22） （中文（香港））.
3. ↑  . now新聞. 2020-06-19  [2020-08-09]. （原始内容存档于2020-06-22） （中文（香港））.
4. 1 2  黃之鋒. .   [2020-07-26]. （原始内容存档于2020-09-04）.
5. ↑  . 東方日報. 2020-07-20  [2020-07-23]. （原始内容存档于2021-03-28）.
6. ↑  . 大公文匯網. 2024-11-29  [2024-12-03]. （原始内容存档于2024-12-03）.
7. ↑  . 香港特別行政區政府新聞公報. 2025-01-24  [2025-01-24].
8. ↑  . 香港特別行政區政府新聞公報. 2025-01-26  [2025-01-27].

| 政府职务        | 政府职务                                        | 政府职务        |
| --------------- | ----------------------------------------------- | --------------- |
| 前任者： 郭偉勳 | 九龍城民政事務專員 2020年7月13日－2025年1月24日 | 繼任者： 蔣志豪 |
| 前任者： 郭偉勳 | 香港驻武汉经济贸易办事处主任 2025年1月26日至今  | 現任            |
| 議會席位        |                                                 |                 |
| 前任者： 何顯明 | 九龍城區議會主席 2024年1月1日－2025年1月24日    | 繼任者： 蔣志豪 |